# Chantal Curtis
Chantal Curtis fue una cantante tunecina que obtuvo éxito en 1979 con "Get Another Love". Ella tuvo algunas grabaciones publicadas inicialmente bajo un nombre diferente. Murió en Israel en 1985 al ser impactada por una bala que estaba destinada a su novio. Durante su corta carrera trabajó junto a Pierre Jaubert y Vladimir Cosma.

## Biografía
Curtis nació en Túnez. Su verdadero nombre era Chantal Sitruk.

## Carrera
Mientras caminaba por las calles de París en la década de 1970 y hablando con otra mujer, fue escuchada por el productor Pierre Jaubert. Le gustó el sonido de su voz, y le preguntó si ella podía cantar. Con ganas de trabajar, aceptó su oferta.
El 2 de junio de 1979 en la edición de Caja, dos de sus canciones fueron mostrados para ser programadas en la categoría de los "imperdibles" . "Hey Taxi Driver" fue escogida por Leon Wagner de Madison, y "Get Another Love", fue elegida por Chuck Parsons, de Baltimore. "Get Another Love" fue lanzado por Keylock Récords, y la liberación fue remezclada por Glen Blacks.
En julio de 1979, "Get Another Love" pasó 3 semanas en las listas británicas, llegando al no. 51. Fue también un hit de discotecas, y ese mes estuvo en el área de Dallas / Houston. Fue número 11, justo detrás de "Cuba" de los Hermanos Gibson. También, el 14 de julio, Récord Mundial reportó que se encontraba en el "Hit Parade" del hotel Ritz en Houston. La canción fue posteriormente grabada años más tarde por Karla Brown.
Su álbum fue producido por Pierre Jaubert. Él también utilizó la banda de rock afro Lafayette como músicos de acompañamiento.

### Trabajos de sesión
Curtis también hizo trabajo de sesión, en respaldo de otros artistas durante sus grabaciones. Junto con Carol Rowley, Maryse Cremieux, y The Zulu Gang, con coros de Pasteur Lappe en su álbum, Na Real Sekele Fo Ya, que fue lanzado en Disques Esperance en 1979. También ese año, participó de los coros para el álbum de Kassav', Love And Ka Dance. Participó en los coros de In Need Of ...álbum de Beckie Bell, publicado por Trema label en 1980. Con Carole Rowley, también prestó su voz para la F. M. Band en su auto-titulado álbum lanzado en 1980, por FM Productions.

## Muerte
Curtis murió en Israel en 1985. Ella cayó víctima de un intento de asesinato a su novio, y fue alcanzada por la bala que estaba dirigida a él.

## Discografía en solitario
| Título                                    | Año  | País           | Notas  |
| ----------------------------------------- | ---- | -------------- | ------ |
| "Conseguir Otro Amor" / "Hey Taxi Driver" | 1979 | Países Bajos   |        |
| "Conseguir Otro Amor" / "Hey Taxi Driver" | 1979 | Estados Unidos |        |
| "Conseguir Otro Amor" / "estoy Burnin'"   | 1979 | Reino Unido    |        |
| "Hit Man" / "I Gotta Know"                | 1979 | Reino Unido    | [ 14 ] |
| "En Buena Lid" / "El Hombre Que Vendrá"   | 1980 | Francia        | [ 15 ] |

| Título            | Año  | País           | Notas  |
| ----------------- | ---- | -------------- | ------ |
| Obtener Otro Amor | 1979 | Estados Unidos | [ 16 ] |

## Colaboraciones
| Título                                                                                | Artista        | Canción                  | Año  | Notas                                                                                         |
| ------------------------------------------------------------------------------------- | -------------- | ------------------------ | ---- | --------------------------------------------------------------------------------------------- |
| Albert est méchant (Bande originale du film de Hervé Palud)                           | Varios         | "Livin' Together"        | 2014 | con Vladimir Cosma                                                                            |
| Les incontournables, vol. 2 (Bandes originales de films composées par vladimir cosma) | Vladimir Cosma | "Go on for Ever"         | 2015 | (de "La Boum") Créditos a Vladimir Cosma, Richard Sanderson & Chantal Curtis                  |
| Synthesis                                                                             | Synthesis      | "Feeling", "It's So New" | 2002 | Relanzamiento de Arc ZAL 2005 LP primer relanzamiento en 1976 Créditos para Chantal Alexandre |